# Aeschynanthus teysmannianus
Aeschynanthus teysmannianus är en tvåhjärtbladig växtart som beskrevs av Friedrich Anton Wilhelm Miquel. Aeschynanthus teysmannianus ingår i släktet Aeschynanthus och familjen Gesneriaceae. Inga underarter finns listade i Catalogue of Life.